# Bajterek-Turm
Der Bajterek-Turm (russisch Байтерек; kasachisch Бәйтерек) in der kasachischen Hauptstadt Astana ist das Wahrzeichen der Stadt. Er wurde vom kasachischen Architekten Akmurza Rustembekov entworfen.

## Symbolik
Der Turm symbolisiert den Bajterek, einen mythologischen Lebensbaum. Einer Sage nach legte der legendäre Vogel Samruk ein Ei in die Baumkrone. Daher symbolisiert das Gebäude einen „Baum“ mit einem im Durchmesser 22 Meter messenden Ei an der Spitze. Der um den Baum befindliche blaue Himmel spiegelt die friedliebende Natur des Landes wider und der rote Ring, welches alle Elemente umgibt, symbolisiert den alten Glauben der Turkvölker von Wiedergeburt, Wachstum und Entwicklung.

## Beschaffenheit
Die Höhe der Konstruktion beträgt 105 Meter. In 97 Metern Höhe besteht innerhalb der goldenen Kugel eine Aussichtsplattform. Die Höhenmarke steht symbolisch für das Jahr des Regierungsumzuges (1997) nach Astana. Auf der Aussichtsplattform befindet sich ein vergoldeter Handabdruck (Alakan) der rechten Hand von Präsident Nursultan Nasarbajew. Wenn man seine Hand in den Abdruck der Hand des damaligen Präsidenten legt, dann ertönte früher die Nationalhymne Kasachstans.

## Ableger
In anderen Städten Kasachstans wurden kleine Kopien des Denkmals zu Ehren denkwürdiger Ereignisse aufgestellt, so etwa in Ust-Kamenogorsk, Ridder, Ekibastuz, Karkaralinsk, Lisakovsk, und Shakhan.